# Гофери
Гофери (Gopherus) — рід черепах з родини Суходільні черепахи підряду Схованошиї черепахи. Має 6 сучасних видів.

## Опис
Загальна довжина представників цього роду коливається від 20 до 50 см. Голова дещо витягнута, велика. Панцир трохи горбкуватий. Має здебільшого овальну форму, доволі масивний.
Забарвлення панцира здебільшого буре чи коричневе зі світлими плямочками або цяточками. Лапи сіруватого або чорного кольору.

## Спосіб життя
Полюбляють сухі місцини, напівпустелі та пустелі. Риють доволі глибокі нори до 3 м у глибину та 12 м завширшки. За це даний рід черепах й отримав свою назву. Активні вночі або у присмерку. Харчуються травою, фруктами, плодами, падлом.
Статева зрілість настає у 10—15 років. Самиці у квітні—травні відкладають в середньому від 3 до 15 яєць, максимум 25. Інкубаційний період триває від 70 до 100 діб.

## Розповсюдження
Мешкають у Сполучених Штатах Америки та Мексиці.

## Види
- Gopherus agassizii
- Gopherus berlandieri
- Gopherus evgoodei
- Gopherus flavomarginatus
- Gopherus morafkai
- Gopherus polyphemus